# 1070
Évszázadok: 10. század – 11. század – 12. század
Évtizedek: 1020-as évek – 1030-as évek – 1040-es évek – 1050-es évek – 1060-as évek – 1070-es évek – 1080-as évek – 1090-es évek – 1100-as évek – 1110-es évek – 1120-as évek
Évek: 1065 – 1066 – 1067 – 1068 –  1069 – 1070 – 1071 – 1072 – 1073 – 1074 – 1075

## Események
- A szászok felkelnek Kelet-Angliában I. Vilmos angol király ellen, aki a félelmetes hírű normann Lanfarnc Le Bec-et teszi meg Canterbury érsekévé.
- Bergen városának alapítása Norvégiában.
- Domenico Selvo velencei dózse megválasztása (1084-ig uralkodik).
- Cserhalmi csata: az Ozul v. Oslu vezetése alatt betörő kunokkal – Pauler szerint besenyőkkel – Salamon király Kerlés mellett, Szolnok-Doboka vármegyében ütközött meg.

## Halálozások
- VI. Balduin, Flandria grófja (* 1003)